# Stephane Omeonga
Stephane Omeonga (Bélgica, 27 de marzo de 1996) es un futbolista belga. Juega de centrocampista y su equipo es el Panserraikos de la Superliga de Grecia.

## Clubes
| Club                       | País    | Año       |
| -------------------------- | ------- | --------- |
| U. S. Avellino             | Italia  | 2016-2017 |
| Genoa C. F. C.             | Italia  | 2017-2020 |
| Hibernian F. C. (cedido)   | Escocia | 2019      |
| Círculo de Brujas (cedido) | Bélgica | 2019-2020 |
| Hibernian F. C. (cedido)   | Escocia | 2020      |
| Delfino Pescara 1936       | Italia  | 2020-2021 |
| Livingston F. C.           | Escocia | 2021-2023 |
| Bnei Sakhnin F. C.         | Israel  | 2023-2025 |
| Panserraikos               | Grecia  | 2025-     |